# Melitaea protea
Melitaea protea är en fjärilsart som beskrevs av Ruggero Verity 1916. Melitaea protea ingår i släktet Melitaea och familjen praktfjärilar. Inga underarter finns listade i Catalogue of Life.